# 데미온
데미온은 2013년 싱글 《고백해》로 데뷔한 대한민국의 음악 그룹이다.